# Petermannia cirrosa
Petermannia cirrosa är en enhjärtbladig växtart som beskrevs av Ferdinand von Mueller. Petermannia cirrosa ingår i släktet Petermannia och familjen Petermanniaceae. Inga underarter finns listade.